# Tineke Postma
Tineke Postma (née le 31 août 1978 à Heerenveen) est une saxophoniste et compositrice néerlandaise qui joue du post-bop.

## Biographie
Tineke commence à jouer du saxophone dès l'âge de onze ans. Elle étudie au Conservatoire d'Amsterdam de 1996 à 2003, et obtient sa maîtrise avec mention honorifique. Pendant ses études, elle enregistre son premier album, qui est bien reçu. Depuis 2005, elle enseigne au conservatoire. Elle reçoit sa maîtrise à la Manhattan School of Music à New York en 2002. Postma a étudié chez David Liebman, Dick Oatts (en) et Chris Potter.
Elle a accompagné de nombreux artistes internationaux (Terri Lyne Carrington, Greg Osby, Ivan Paduart, Gerry Allen, The Metropole Orchestra, Esperanza Spalding...) et compte six albums nominatifs à ce jour.
Tineke Postma joue du saxophone soprano, du saxophone alto et occasionnellement du saxophone ténor. Elle vit et travaille tant à New York qu'à Amsterdam.

## Récompenses
- 2006 : Victoires du jazz, prix Midem dans la catégorie révélation internationale de l'année
- 2020 : Prix du Musicien Européen décerné par l'a[1]

## Discographie

### Albums studio
- 2003 : First Avenue
- 2005 : For the Rhythm, avec Terri Lyne Carrington (Munich Records)
- 2007 : Journey That Matters, avec Terri Lyne Carrington (Foreign Media Jazz)
- 2009 : The Traveller (Etcetera)
- 2011 : The Dawn of Light (Challenge Records)
- 2014 : Le Peuple Des Silencieux (W.E.R.F.)
- 2014 : Sonic Halo (Challenge)
- 2016 : We Will Really Meet Again[2] with Nathalie Loriers, Nicolas Thys (W.E.R.F.)
- 2020 : Freya[3] (Edition Records)
- 2022 : Conversation #5 - elemental[4] avec Florian Arbenz (de), João Barradas (pt), Rafael Jerjen
- 2023 : Aira[5]